# Iolanthe
Pour l’article homonyme, voir Iolanta.

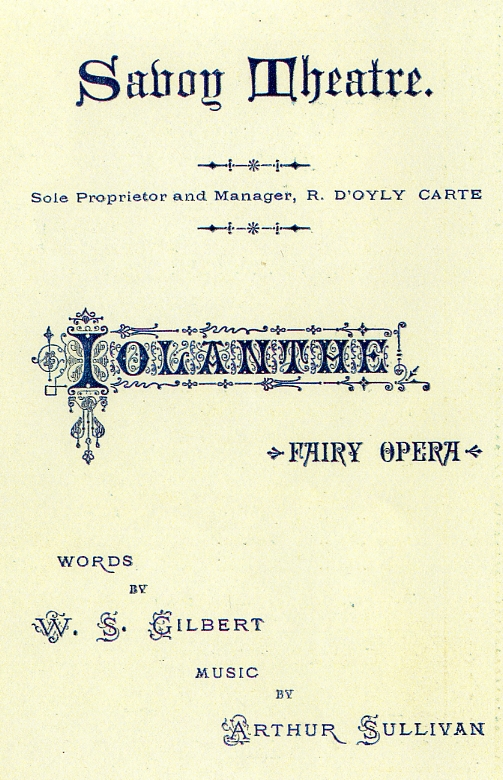

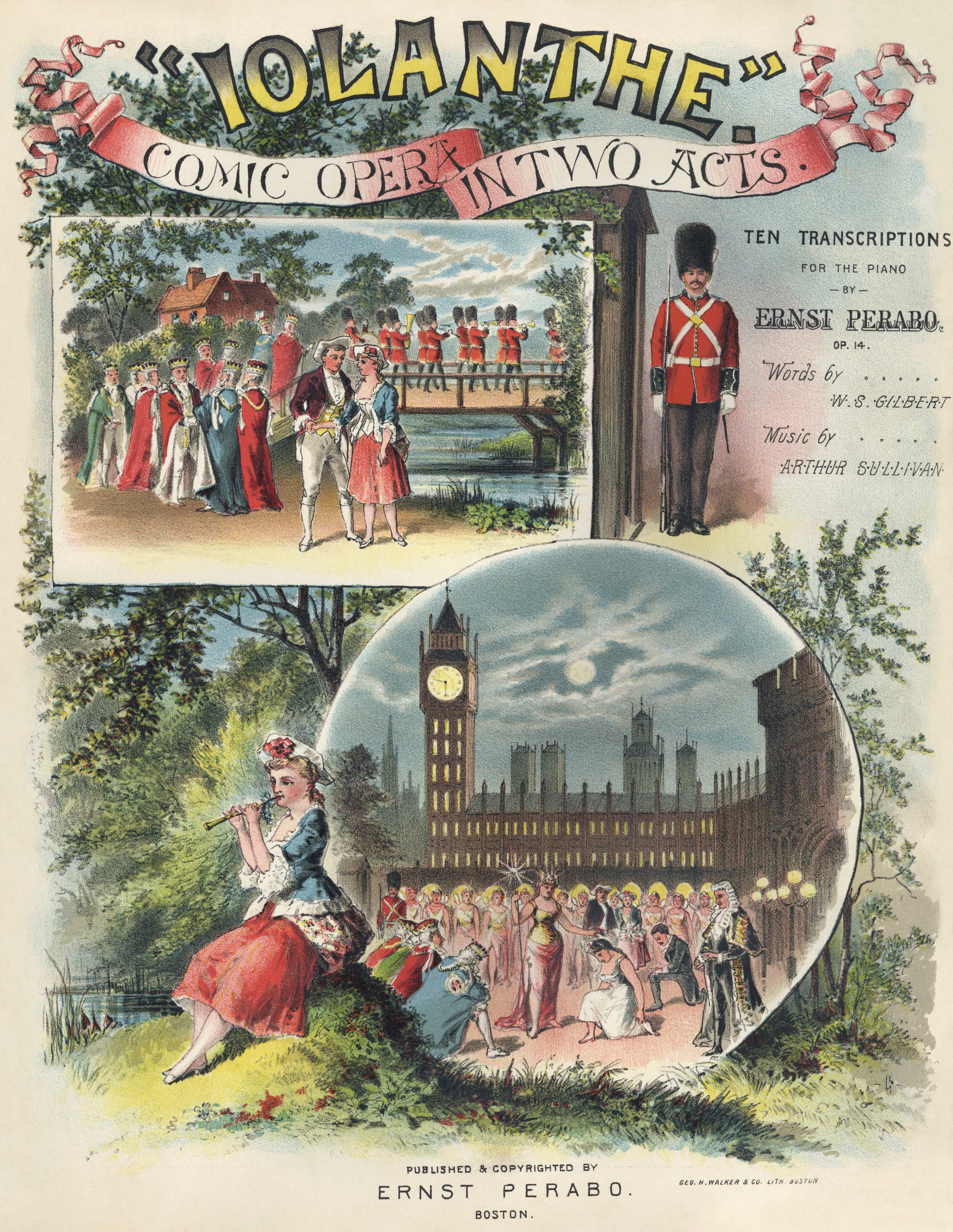
Couverte de la retranscription au piano par Ernst Perabo de l'opéra Iolanthe en 1887.

Iolanthe or The Peer and the Peri (Le Pair et la Fée) est un opéra-comique britannique, musique d'Arthur Sullivan et livret de William S. Gilbert, créé à Londres le 25 novembre 1882 au Savoy Theatre. C'est le 7e des 14 opéras du tandem Gilbert et Sullivan. La mise en scène est l'une des premières à utiliser les progrès de l'électricité.
L'intrigue se centre sur le personnage d'Iolanthe, une fée qui a été bannie du pays des fées parce qu'elle se marie avec un homme mortel, ce qui est interdit par la loi des fées. Son fils, Stréphon, est un pasteur arcadien qui veut se marier avec Phyllis, une pupille de la cour de la Chancellerie (Court of Chancery). Tous les membres de la Chambre des lords (House of Peers) veulent aussi se marier avec Phyllis. Quand Phyllis voit Strephon embrassant une jeune femme (ne sachant pas que c'est sa mère), elle se met en colère et crée une confrontation entre les pairs et les fées. 
La pièce satirise beaucoup des aspects du gouvernement, de la loi et de la société de Grande-Bretagne.

## Distribution
- Le lord chancelier (baryton)
- Georges, le comte de Mountararat (baryton)
- Thomas, le comte de Tolloller (ténor)
- Willis, une sentinelle et soldat des Grenadiers (basse)
- Stréphon, un pasteur arcadien (baryton)
- La Reine des Fées (contralto)
- Iolanthe, une fée, et la mère de Stréphon (mezzo-soprano)
- Célia, une fée (soprano)
- Leila, une fée (mezzo-soprano)
- Fléta, une fée (parlé/chœur)
- Phyllis, une pastrice arcadienne et pupille de la cour de la Chancellerie (soprano)
- Chœur de Fées et de Pairs